# Baryphas eupogon
Baryphas eupogon är en spindelart som beskrevs av Simon 1902. Baryphas eupogon ingår i släktet Baryphas och familjen hoppspindlar. Inga underarter finns listade.